# Брейтово

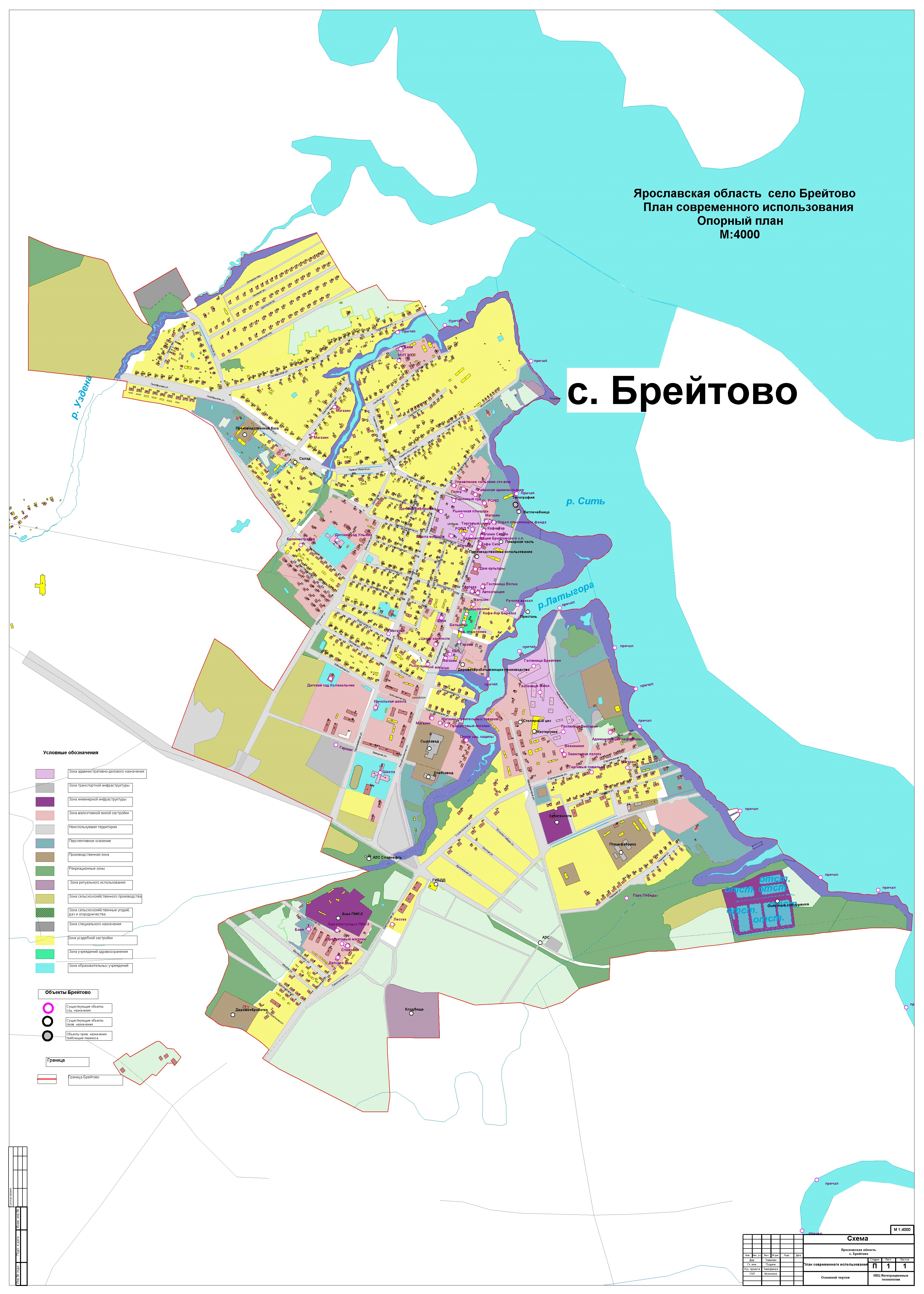
План Брейтова, 2008 год

Бре́йтово — село в Ярославской области России.
Административный центр Брейтовского района и входящих в его состав Брейтовского сельского поселения и Брейтовского сельского округа. В 1986—1991 гг. Брейтово относилось к посёлкам городского типа.

## География
Расположено на реке Сить, при впадении её в Рыбинское водохранилище, в 142 километрах (по прямой) к северо-западу от центра города Ярославля.

## Население
| 1859  | 1897  | 1939  | 1959  | 1970  | 1979  | 1989  |
| ----- | ----- | ----- | ----- | ----- | ----- | ----- |
| 501   | ↗808  | ↗1736 | ↘1544 | ↗2058 | ↗3052 | ↗4015 |
| 2002  | 2007  | 2010  |       |       |       |       |
| ↘3710 | ↗3722 | ↘3308 |       |       |       |       |

Согласно результатам переписи 2002 года, в национальной структуре населения русские составляли 97 % из 3710 жителей.

## История
В XV веке местность принадлежала князьям Прозоровским и относилась к Прозоровскому княжеству — небольшому удельному княжеству, выделившемуся около 1408 года из Моложского княжества. Его центром было село Прозорово. В 1508 году прозоровский князь Андрей Иванович перешёл на службу к великому князю московскому Василию III., а княжество было включено в состав Московского государства.
Во время опричнины (1565—1572 годы) сёла Брейтово и Черкасово были отобраны у князей Прозоровских Иваном IV Грозным и приписаны ко дворцу для поставки высококачественных полотен.
Впервые Брейтово упоминается 17 ноября 1613 года в расходной книге казны Казённого приказа.:15. В этот год также состоялся Земский собор и венчание на царство Михаила Романова. Первые письменные упоминания о Брейтове связаны с развитием хамовного производства в некоторых русских сёлах. Хамовниками называли ремесленников-ткачей, занимавшихся созданием столовых изделий «на дворец». В записных книгах и бумагах дворцовых приказов XVII века упоминаются Брейтово и расположенное поблизости село Черкасово как дворцовые сёла, занимающиеся текстильным производством.
В годы правления Петра I с появлением крупных полотняных мануфактур ткацкое производство в Брейтове стало приходить в упадок. Однако на протяжении XVIII века Брейтово по-прежнему упоминалось как «село, славное своими холстами».
В 1777 году в ходе административной реформы Екатерины II в составе нового Ярославского наместничества был образован Мологский уезд, а Брейтово стало волостным центром Мологского уезда. Брейтовская волость находилась на самом западе Ярославской губернии на границе с Весьегонским уездом Тверской губернии.
Владельцы села неоднократно менялись. Им владели Шуваловы, Голицыны, Зиновьевы. В 1802 году Брейтово и ряд других деревень вверх по реке Сити купил за 200 000 рублей сенатор, тайный советник и камергер Василий Зиновьев, кузен и шурин князя Григория Орлова. После его смерти в 1827 году Брейтово унаследовал старший сын Николай Зиновьев (1801-1882). В 1850-х годах, за несколько лет до отмены крепостного права Александром II в 1861 году,  генерал Николай Зиновьев дал своим крестьянам вольную. Впоследствии в 1888 году в центре села ему установили памятную стелу.
В 1911 году в Брейтове установлен памятник освободителю крестьянства Александру II.
В революционный период, с осени 1917 до лета 1918 гг., село было центром Брейтовской Советской Волостной Республики.
В 1920-х годах в окрестности Брейтова существовал промысел по изготовлению деревянных судов.
В 1929 году был образован Брейтовский район, в который вошли несколько волостей Мологского уезда, а село Брейтово получило статус районного центра.
20 февраля 1934 года Президиум ВЦИК постановил: «Объединить селения Брейтово и Заручье, Брейтовского района, в один населенный пункт под наименованием Брейтово».

### Перенос села
В 1935 году было принято решение о строительстве ГЭС близ Рыбинска. По расчётам большая часть Мологского края попадала в зону затопления. Жители Брейтова узнали о переносе села в конце 1939 — начале 1940 года. Тогда же Брейтово практически полностью было перенесено за зону затопления. Новое Брейтово было построено на возвышенности. Вследствие переноса оно имеет нерегулярную структуру застройки.:49
13 апреля 1941 года началось наполнение Рыбинского водохранилища и большая часть старого Брейтова ушла под воду.
В апреле 1946 года был создан Брейтовский рыбозавод.
В 1973 году вместо старой хлебопекарни построен Брейтовский хлебозавод.
В 1986 году Брейтово получило статус посёлка городского типа как рабочий посёлок. В 1991 году был переведён в категорию сельских населённых пунктов как село.

## Достопримечательности
В Брейтове находится каменный собор Рождества Иоанна Предтечи (между 2010 и 2013 годами), а также краснокирпичная часовня Николая Чудотворца (между 2002 и 2003 годами) в память затопленных святынь Мологского края.
В селе также расположена деревянная часовня Толгской иконы Божией Матери (1998 год).
Помимо этого, в Брейтове в 2002 году построена деревянная Скорбященская церковь, сгоревшая в 2005 году, а к 2013 году церковь иконы Божией Матери «Всех скорбящих Радость» была восстановлена в новом виде.

## Транспорт
Пристань на Рыбинском водохранилище, в устье реки Сити. Ближайшая железнодорожная станция — Шестихино — в 70 км к югу. По району есть автобусное сообщение.

## Социальная сфера
Суммарная общая площадь жилого фонда на 2008 год составляет порядка 68 тыс. м². Средняя обеспеченность населения общей площадью — 18,3 м²/чел.
Детские сады комбинированного вида «Улыбка» и общеразвивающего вида «Колокольчик». Брейтовская средняя общеобразовательная школа. Центр дополнительного образования детей. На территории села фактически отсутствуют условия для занятия спортом. При этом напротив села, на правом берегу реки Сить, находится центр водного спорта «Ветрено».
Постоянное население села учреждениями торговли и общественного питания обеспечено в полной мере: имеется более десяти магазинов, рынок, несколько кафе-баров.

## Известные люди
В селе жил и похоронен Воронцов Николай Алексеевич, Герой Советского Союза.